# 31936 Bernardsmit
31936 Bernardsmit è un asteroide della fascia principale. Scoperto nel 2000, presenta un'orbita caratterizzata da un semiasse maggiore pari a 2,6092414 UA e da un'eccentricità di 0,1675992, inclinata di 2,51145° rispetto all'eclittica.